# Куделя Дмитро Володимирович
Куделя Дмитро Володимирович (23 червня 1965   — 18 лютого 2004, Дніпропетровськ) — український історик, публіцист, громадсько-політичний діяч, поет.

## Життєпис
Народився у 1965 році.  Більшу частину життя прожив у місті Дніпропетровськ в АНД районі.
У 1982 році після закінчення місцевої середньої школи вступив до Клайпедського мореходного училища (нині Литовська вища морська академія).  Під час навчання у 1982- 1986 роках опанував литовську мову.
У 1986 - 1988  - служба на Військово - морському флоті.
У 1988 - 1993 - навчання на заочному відділенні історичного факультету Дніпропетровського державного університету.
Через напрямок досліджень  (ОУН) відділ аспірантури ДДУ відмовив Дмитру Куделі у прийнятті на навчання.
У 1994 - 2000 - навчався в Дніпропетровській філії Інституту державного управління та самоврядування при Кабінеті  Міністрів України, здобувши ступінь магістра  з державного управління.
Займався підприємницькою діяльністю.

### Наукова діяльність
Під час навчання в  ДДУ одним з перших займався дослідженням діяльності підпілля ОУН у Дніпропетровській області у роки Другої світової війни, публікуючи результати досліджень у науковій періодиці і пресі. Досліджував кримінальні справи членів підпілля ОУН в Галузевому державному архіві Дніпропетровського обласного управління СБУ.  Разом із Павлом Хоботом зібрав архів спогадів учасників підпілля  та персональний покажчик учасників, що налічує 880 прізвищ. Записав спогади голови Конгресу українських націоналістів Ярослави Стецько, на основі яких створив історичне дослідження про неї.
Був одним з організаторів Центру досліджень визвольного руху і активним його членом: брав участь у конференціях, круглих столах, готував публікації, допомагав науковцям у дослідницькій роботі. У 2003 р. почав працювати над монографією про діяльність ОУН на Дніпропетровщині.

### Громадсько - політична діяльність
У 1989 році  одним з перших підняв у Дніпропетровську синьо - жовтий прапор. У 1992 р. разом з ветеранами створює Дніпропетровську міську організацію Братства ОУН - УПА. Був одним з організаторів  Дніпропетровської обласної та міської організацій Конгресу українських націоналістів, членом якого був аж до своєї загибелі.

### Літературна діяльність
Писав вірші та оповідання. Після загибелі його друзі опублікували збірку віршів та оповідань Дмитра Куделі.

### Смерть
18 лютого 2004 р. між Д. Куделею  та компанією, що гучно розпивала спиртні напої стався конфлікт. Дмитро Куделя зробив зауваження. Після конфлікту один з учасників пиятики взяв мисливський обріз і, підстерігши Куделю, вистрілив у нього.

## Творча спадщина
- П. Хобот, Д. Куделя Діяльність ОУН бандерівців на Дніпропетровщині в роки німецької окупації // Борисфен, 1993 № 11 - с. 9 -12, 1994,  № 1 -  с. 12 - 13,  1994 , № 2 - с. 17 -18.
- П. Хобот, Д. Куделя И стал  Днепропетровск ... столицей // Днепровская панорама 1993, 23 сентября.
- Д. Куделя Дніпропетровськ  - столиця бандерівців на сході України // Україна молода 1995, 2 червня.
- Д. Куделя  Першоджерела до вивчення історії ОУН: кримінальні справи з фондів СБУ (на прикладі Дніпропетровщини) // Визвольний шлях  2003, лютий, Кн 1 (658) - с. 6 - 20, Кн 2 (659) -  с. 17 - 29.
- Д. Куделя Дніпропетровці в Українській Повстанській Армії // Визвольний шлях 2003, червень,  Кн 6 (663) - с. 21 - 32.
- Д. Куделя  Слава Стецько. Жінка, яка творила незалежну Україну - Київ: Ярославів Вал, 2021.

Разом з В. В. Ченцовим готував збірник "Реабілітовані історією. Дніпропетровська область".
- Д.Куделя "Убий жида" (повість).https://artvertep.com/authors/308/article/3015.html
- Д. Куделя "Кобзар у моєму житті" (проза)